# Javené
Javené är en kommun i departementet Ille-et-Vilaine i regionen Bretagne i nordvästra Frankrike. Kommunen ligger i kantonen Fougères-Sud som tillhör arrondissementet Fougères-Vitré. År 2022 hade Javené 2 185 invånare.

## Befolkningsutveckling
Antalet invånare i kommunen Javené
Referens:INSEE